# Papamosques pitblau
El papamosques pitblau (Cyornis herioti) és una espècie d'ocell de la família dels muscicàpids (Muscicapidae). És endèmic de les Filipines. Habita els boscos tropicals i subtropicals de frondoses humits. Pateix la pèrdua d'hàbitat i el seu estat de conservació és gairebé amenaçat.

## Taxonomia
Segons la llista mundial d'ocells del Congrés Ornitològic Internacional (versió 11.2, gener 2020) Cyornis herioti tindria dues subespècies:
- Cyornis herioti herioti, la subespècie nominotípica, del nord i centre de l'illa de Luzon.
- Cyornis herioti camarinensis, del sud de Luzon i de l'illa veïna de Catanduanes

Tanmateix, altres obres taxonòmiques, com el Handook of the Birds of the World i la quarta versió de la BirdLife International Checklist of the birds of the world (desembre 2019), consideren que aquesta darrera subespècie constitueix una espècie apart: el Papamosques de pit canyella (Cyornis camarinensis).